# Ernst Kullmann
Ernst Josef Kullmann (* 13. Juni 1931 in Schneppenbaum; † 6. Mai 1996 in Köln) war ein deutscher Zoologe und Direktor des Kölner Zoos.
Kullmann wurde als jüngstes von vier Kindern in Schneppenbaum, Kreis Kleve geboren. Sein Vater Ignatz Kullmann war Direktor der örtlichen Volksschule. Kullmann hatte eine schwierige Kindheit. Als er 12 Jahre alt war, fiel sein Bruder im Krieg und 1945 kam sein Vater bei der Explosion einer Mine ums Leben.
Nach Erlangung der Hochschulreife in Kleve studierte er von 1952 bis 1955 Medizin und Anatomie an der Universität Bonn. Mit seiner Dissertation Zur Biologie von Cyrtophora citricola FORSKAL (Araneae, Araneidae) [zugleich ein Beitrag zur Phylogenie der Radnetzspinnen] promovierte er im Juli 1957 zum Dr. rer. nat. Das Gebiet der Arachnologie wurde zu seinem Hauptforschungsfeld. 1961 wurde er wissenschaftlicher Assistent an der Parasitologischen Abteilung des Zoologischen Instituts der Universität Bonn. 1970 erlangte er den Professorentitel an der Universität Bonn.
1962 führte ihn die Partnerschaft zwischen den Universitäten Bonn und Kabul nach Afghanistan. Bis 1966 baute er das Zoologische Museum an der Universität von Kabul auf und er war an der Einrichtung des Zoologischen Gartens von Kabul beteiligt. Reisen führten ihn u. a. nach Indonesien, Madagaskar, Kolumbien, Paraguay und Costa Rica.
1972 übernahm er den Lehrstuhl für Allgemeine Zoologie als Nachfolger von Adolf Remane an der Universität von Kiel. Hier lernte er Horst Stern kennen. Da Kullmann inzwischen einer der führenden Arachnologen Deutschlands war, wählte Stern ihn als Autor für seine Dokumentation Leben am seidenen Faden. Die rätselhafte Welt der Spinnen, die 1975 in der ARD-Reihe Sterns Stunde ausgestrahlt wurde. Auch das gleichnamige Buch von 1981, das Kullmann mit Horst Stern veröffentlichte, wurde ein großer Erfolg.
1975 übernahm er von Wilhelm Windecker den Direktorposten des Kölner Zoologischen Gartens. Unter seiner Leitung entstand u. a. die Außenanlage des Lemurenhauses. Nach sechs Jahren trat er zurück und übergab das Amt an Gunther Nogge.
In der Folgezeit unternahm Kullmann mehrere Reisen, bei deren letzter er in Costa Rica schwer erkrankte und im Mai 1996 in Köln starb.

## Werke
- Zur Biologie von Cyrtophora citricola Forskal (Araneae. Araneidae). Dissertation, Universität Bonn 1957.
- Leben am seidenen Faden: Die rätselvolle Welt der Spinnen. Kindler 1981, ISBN 3570005976 (mit Horst Stern).